# 大田区歌
「大田区歌」（おおたくか）は、東京都大田区が制定した区歌である。作詞・向井みどり、作曲・山田耕筰。
本記事では、区歌と同日に制定された「大田音頭」（おおたおんど）についても解説する。

## 解説
1954年（昭和29年）に大田区民会館の落成竣工を記念して歌詞を懸賞募集し、制定されたものである。応募総数は332篇で、審査委員の高橋掬太郎が補作したものを採用として旧「東京市歌」や「千代田区歌」を手掛けた山田耕筰に作曲を依頼し、10月30日付で制定告示が行われた。
発表演奏は12月3日の区民会館落成式に合わせて実施され、その席上では高橋が作詞・山田が作曲した区民音頭「大田音頭」も発表されている。翌1955年（昭和30年）4月に日本コロムビアがA面に久保幸江と青木光一が歌唱する「大田音頭」、B面に伊藤久男と安西愛子が歌唱する「大田区歌」を吹き込んだSPレコード（規格品番：PR-1479）300枚を委託製造した。「大田区歌」と「大田音頭」の歌詞と楽譜は制定時に1万枚が印刷されて希望者への配布を行ったのをはじめ、1996年（平成8年）刊の『大田区史』下巻に収められている。
なお2018年（平成30年）には区制70周年を記念して新規の愛唱歌「笑顔、このまちから」（作詞：湯川れい子、作曲・編曲：千住明）を選定したが、同時期に旧来の「中野区歌」を廃止して2代目区歌「未来カレンダー Forever Nakano」へ代替わりさせた中野区とは異なり、大田区役所では「大田区歌」を存続させるとしている。

## 参考文献

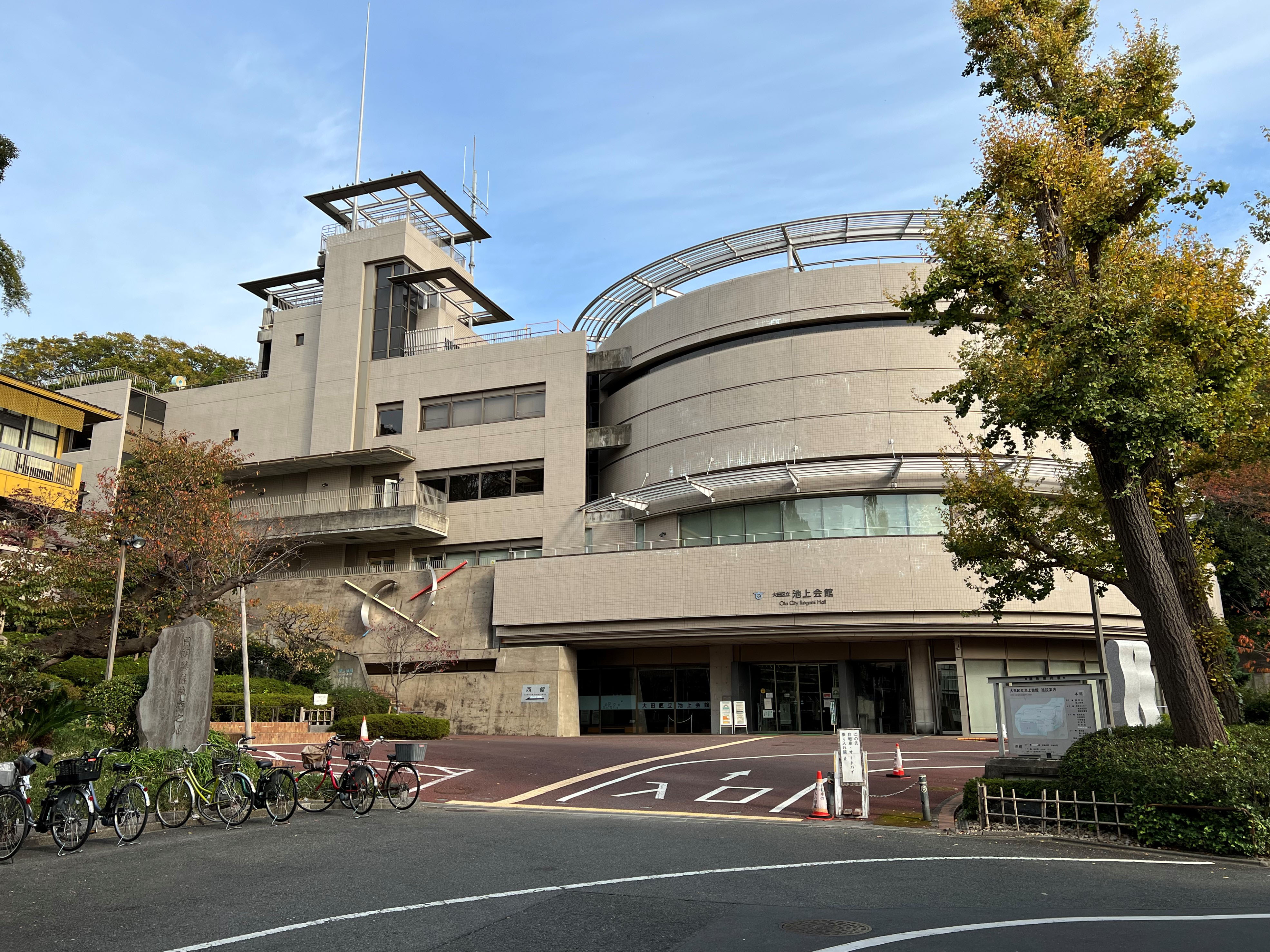
「大田区歌」と「大田音頭」の発表演奏が行われた大田区民会館（現：区立池上会館）